# Batalha de Grózni (1994–1995)
A Primeira Batalha de Grózni foi a invasão e conquista da capital da Chechênia, Grózni, pelo Exército Russo, nos meses iniciais da Primeira Guerra da Chechênia. O ataque durou de dezembro de 1994 a março de 1995, e uniu boa parte da nação chechena ao redor do governo separatista de Dzhokhar Dudayev.
O avanço inicial resultou em baixas muito pesadas do lado russo, e uma quebra quase total da moral no Exército Russo. Os russos precisaram de mais 2 meses de combates pesados e uma mudança total em suas táticas para conseguirem capturar a cidade. A batalha resultou em enorme destruição e mortes a população civil, e foi cenário do bombardeio mais pesado na Europa desde o fim da Segunda Guerra Mundial.

## Táticas
Os combatentes chechenos possuíam a vantagem de conhecerem bem o território, além de estarem altamente motivados. Eles falavam e haviam sido educados em russo, e muitos tinham inclusive servido no exército da União Soviética. Muitos (assim como seus inimigos) portavam uniformes soviéticos. Unidades chechenas estavam divididas em grupos de combate de 15 a 20 integrantes, subdivididos em grupos de tiro com 3 ou 4 homens. Um grupo de tiro era composto por um atirador antitanque, comumente armado com um RPG-7 ou RPG-18 de fabricação russa, além de um metralhador e um infante. Para destruir veículos blindados russos em Grózni, cinco ou seis grupos de tiro eram postados no nível térreo, em segundos e terceiros andares, e em porões. Os franco-atiradores e metralhadores suprimiam a infantaria de suporte, enquanto os atiradores antitanque atacariam os blindados nos lados, topo e traseira.
A maioria dos combatentes chechenos, entretanto, eram milicianos indisciplinados ou que obedeciam ordens somente de seus comandantes de campo imediatos (que por vezes eram senhores da guerra informais), o que tornou a coordenação de batalha extremamente difícil para o comandante das tropas chechenas em Grózni, o coronel Aslan Maskhadov. As forças chechenas, que incluíam voluntários estrangeiros, possuíam um número limitado de armas pesadas, incluindo alguns poucos tanques T-62 e T-72. A maior parte das armas e equipamentos bélicos pesados estavam à disposição das tropas regulares.
Inicialmente, as tropas russas foram tomadas de surpresa, e suas colunas de veículos blindados - que deviam ter tomado a cidade sem dificuldades - foram dizimadas em combates semelhantes aos do Cerco de Budapeste, no final de 1944. Como medida de curto-prazo, os russos enviaram armas antiaéreas autopropulsadas, dos tipos ZSU-23-4 e 9K22 Tunguska para atacar os chechenos, pois os canhões principais dos seus tanques não podiam se elevar o bastante para mirar nos grupos de fogo posicionados no alto de prédios, e as metralhadoras dos veículos não podiam suprimir o fogo de diversas equipes chechenas ao mesmo tempo.
Após fracassos iniciais, as tropas russas reforçaram seus números de infantaria e começaram um avanço sistemático pela cidade, com infantaria a pé dando suporte às colunas de tanques. Os russos também começaram a montar suas próprias emboscadas, movendo colunas de veículos blindados em direção a elas para atrair os combatentes chechenos. Assim como havia sido feito durante a Batalha de Berlim em 1945, os tanques russos foram rapidamente equipados com "gaiolas" de tela de arame, distanciadas de 25 a 30 centímetros da blindagem dos tanques, para impedir as cargas explosivas perfurantes dos RPGs chechenos.

## Batalha

### Ataque na Véspera de Ano-Novo
Às 5 da manhã da Véspera de Ano-Novo (de acordo com o horário de Moscou) a cidade foi despertada por um bombardeio russo. Bombas e artilharia atingiram tanques de combustível no lado oeste da cidade, criando densas nuvens de fumaça que se espalharam pelos outros bairros. O Instituto do Óleo, no centro da cidade, foi incendiado. Panfletos incentivando os chechenos a se renderem foram distribuídos. O general Pavel Grachev, então Ministro da Defesa da Rússia, havia dito alguns dias antes que era capaz de tomar a cidade em duas horas, apenas com um regimento de paraquedistas.

### Avanço russo

Mapa mostrando as rotas de ataque do exército russo em Grozny

As colunas de veículos que avançaram contra Grozny em 31 de dezembro de 1994 foram organizadas apressadamente a partir de diferentes unidades do exército, incluindo muitos soldados conscritos com pouco treinamento. As colunas pretendiam fornecer poder de fogo bruto e intimidar os combatentes chechenos através da pura escala das operações. Entretanto, todas as unidades mecanizadas presentes estavam incompletas e mal treinadas para combate urbano. As forças russas possuíam total supremacia aérea sobre a área, mas o clima durante o dia impediu operações de voo, e as tropas foram apoiadas apenas por helicópteros de ataque Mil Mi-24. No dia anterior, a força aérea russa começou a bombardear aldeias próximas, incluindo aquelas que eram anti-Dudayev e potencialmente pró-russas. Ao mesmo tempo, Moscou alegou que os chechenos teriam disparado contra seus próprios cidadãos (nos dias iniciais da guerra, foi alegado também que chechenos teriam explodido prédios na cidade para simular dano por bombardeio russo). Os combatentes de infantaria receberam suporte de centenas de peças de artilharia posicionadas nas colinas ao redor da cidade, incluindo baterias de foguetes como a BM-27 Uragan e a BM-21 Grad.
Planejava-se que quatro colunas mecanizadas avançariam de forma súbita e coordenada e, tendo derrotado as forças inimigas, se encontrariam no Palácio Presidencial, no centro da cidade. A chave do plano era que todas as colunas atingissem seus objetivos ao mesmo tempo. Entretanto, a 19ª Divisão Motorizada de Rifles se atrasou em relação ao grupo "Oeste", comandado pelo major-general Ivan Babichev, e a coluna mal avançou. No leste, unidades da 104ª Divisão Aerotransportada, comandada pelo major-general Vadim Orlov, não se juntaram à 129ª MMR do Distrito Militar de Leningrado quando esta última avançou em direção à cidade; subsequentemente, o 129º regimento foi derrotado e recuou no dia seguinte, sem ter conseguido completar seu objetivo. Somente as forças do 8º Corpo de exército de Volgogrado penetraram mais fundo em Grózni, atacando a partir do Norte. Como resultado disso, o comando checheno pôde concentrar quase todas as suas forças contra a principal força de assalto russa (MAF), composta pela 131ª Brigada Motorizada de Rifles (MRB) e a 81ª MRR da cidade de Samara. A tarefa da brigada era de penetrar na cidade ao anoitecer, a partir do Norte, e mover-se em direção à estação de trem. No flanco direito da brigada, a 81ª MRR dirigiu através da rua Pervomaiskaya.

### Ferrovia Central
No final da tarde, o primeiro batalhão da 131ª MRB ocupara a ferrovia central, sem estarem cientes da situação da 81ª MRR, que estava presa sob fogo de emboscada entre as praças Dzerzhinskogo e Ordzhenikidze. O primeiro batalhão também ficou separado do segundo, que havia ocupado uma estação de carga mais a oeste, e do terceiro, que estava nos subúrbios da cidade. A unidade posicionou seus tanques e blindados em uma praça na frente da estação, e aguardou ordens, enquanto forças chechenas cercaram a estação, ocupando armazéns atrás da ferrovia, uma agência de correios, e um prédio de cinco andares (muito alto para ser alvo dos canhões russos). Após um pedido de rendição ter sido recusado pelos russos, metralhadoras e franco-atiradores chechenos começaram a disparar. Quando os russos responderam a esse ataque com as armas pesadas montadas nos veículos blindados, os chechenos dispararam RPGs dos prédios ocupados no flanco da ferrovia, e a intensidade do combate na praça rapidamente aumentou. O comandante do batalhão russo, o coronel Ivan Savin, requisitou suporte sob a forma de tropas e fogo de artilharia através de seu rádio. A maior parte dos pedidos de suporte da 131ª MRB não foram respondidos. O segundo e terceiro batalhões da brigada tentaram auxiliar a estação ferroviária, mas foram emboscados antes mesmo de chegar ao local. Os dois batalhões tinham ordens de se manterem afastados do Palácio Presidencial; o que dificultou seu avanço ainda mais, pois colunas de veículos blindados tentaram avançar através de pequenos becos, onde foram mais facilmente atingidas por ainda mais emboscadas.
Em 60 horas, a 131ª MRB havia perdido cerca de 789 tropas, incluindo quase todos os seus oficiais. (mais 75 foram capturadas, e apenas 160 recuaram em segurança). 20 dos 26 tanques e 102 dos 120 outros blindados russos também foram perdidos.

## Baixas
O número exato de baixas militares é desconhecido, mas estima-se que ultrapasse os milhares de mortos e feridos em ambos os lados. O número oficial relatado pela Rússia foi de 1376 mortos em combate e 408 desaparecidos em combate, porém o número real pode ser muito mais alto. De acordo com Dudayev, 4 000 soldados russos morreram apenas na ofensiva de ano-novo. Ativistas de direitos humanos da Rússia estimaram 1 500 mortos apenas neste dia.
O Observatório dos Direitos Humanos relatou bombardeios indiscriminados realizados contra a população civil de Grozny e da vizinha Inguchétia. A organização também reportou a destruição de pelo menos três hospitais, um orfanato e diversas áreas de mercado públicas. No total, a violência forçou pelo menos 350 000 civis a fugirem.
Sergei Kovalev, o comissário de direitos humanos do Duma Federal, que esteve em Grózni durante um período dos combates, estimou que 27 000 civis, incluindo muitos Russos étnicos, morreram durante as 5 semanas de combate. Todos os relatórios concordam que a maior parte das baixas foi de civis. Anatol Lieven, que também esteve em Grózni, estimou um número mais baixo em seu livro Chechnya: Tombstone of Russian Power (em português:  Chechênia: A Lápide do Poder Russo): 5 000 baixas civis, com mais cerca de 500 baixas causadas por ataques aéreos russos que antecederam a invasão. Monitores internacionais da Organização para a Segurança e Cooperação na Europa descreveram as cenas vistas no local como uma "catástrofe inimaginável", e o Chanceler da Alemanha na época, Helmut Kohl, descreveu os eventos de Grózni como "pura loucura", enquanto jornalistas relataram abusos extremos de direitos humanos sendo cometidos por ambos os lados do conflito.